# Hot Five
Les Hot Five est le premier groupe de jazz dirigé par Louis Armstrong qui ait enregistré des morceaux et porté son nom.

## Style
C'était un groupe d'un genre typique à la Nouvelle-Orléans, avec trompette, clarinette et trombone, accompagnés par une section rythmique.
Typiquement, à la Nouvelle-Orléans, le jazz était improvisé, les trois instruments principaux dirigeant, avec la trompette pour tisser la mélodie principale et la clarinette et le trombone en soutien. Cette tradition est perpétuée par les Hot Five mais, parce qu'Armstrong brillait surtout à la trompette, le groupe lui ménage des solos fréquents.
Leur excellence a inspiré le vocabulaire des jazzmen qui lui ont succédé.

## Historique
La formation du groupe avait été encouragée par Richard M. Jones de Okeh Records, dont ils ont utilisé le studio d'enregistrement dans l'Illinois à l'exclusion de tout autre. C'est cette même équipe d'enregistrement à laquelle la postérité doit une session enregistrée sous le pseudonyme de Lil's Hotshots pour Vocalion/Brunswick.

## Nom
Ce sont deux groupes différents qu'on regroupe derrière cette appellation. Le premier enregistre de 1925 à 1927 et le second seulement en 1928. Armstrong est leur seul dénominateur commun.
Alors que les musiciens des Hot Five jouaient ensemble dans d'autres contextes, ils n'ont utilisé le nom de Hot Five que pour se produire à deux occasions, en live, à l'instigation de Okeh Records.